# 澳洲鯷
澳洲鯷（学名：Engraulis australis）為輻鰭魚綱鲱形目鳀科的其中一種，分布於西南太平洋區的澳洲及紐西蘭海域，棲息深度31-70公尺，體長可達15公分，棲息沿海海域，每年冬季及初春會進行洄游，以浮游生物為食，可做為食用魚或餌魚。

## 擴展閱讀
維基物種上的相關：澳洲鯷